# 耳底記
耳底記（じていき、にていき）とは、烏丸光広が、細川幽斎の言葉や、自身と幽斎との問答を筆録した歌学、歌学書。全3巻。1598年(慶長3年)〜1602年(慶長7年)成る。和歌についての知識や作家の心得を細かく説いたもの。
和歌に関する問答が主題となる。光広と幽斎との間で交わされた話し言葉がそのままの状態で引き写されており、文章の改訂はされていない。内容は断片的だが、表現の使用法や和歌の本質、正風体についてなど、和歌の重点を抑えたものが多彩に収録されている。